# David Škoch
David Škoch (* 6. November 1976 in Brandýs nad Labem-Stará Boleslav, damals Tschechoslowakei) ist ein tschechischer Tennisspieler. Erfolge kann er vor allem im Doppel vorweisen.

## Karriere
In seiner Juniorenkarriere gewann er 1992 das Einzel in Wimbledon. Nach seinem Wechsel zu den Profis 1994 entschied er sich schnell, hauptsächlich im Doppel anzutreten. Der Rechtshänder erreichte seine höchste Einzelplatzierung in der Tennisweltrangliste mit Rang 133 Ende März 1997. Im Doppel knackte er 2002 erstmals die Top 100, im selben Jahr spielte er erstmals bei allen vier Grand-Slam-Turnieren. Viermal erreichte er auf dieser Ebene das Achtelfinale. Auf der ATP World Tour konnte er im Doppel zehnmal ein Finale erreichte, zuerst 1997 in Prag. Mit Petr Luxa unterlag er dort im Finale Mahesh Bhupathi und Leander Paes. In den übrigen Finals konnte er fünfmal den Titel gewinnen. 2007 gewann er zwei Titel und erreichte darüber hinaus zwei Finals, wodurch er im Januar 2008 seine beste Platzierung mit Rang 30 in der Weltrangliste erklomm. Im Anschluss sank er kontinuierlich in der Rangliste.
In den Jahren 2012 bis 2019 spielte er nur noch vereinzelt Futures, wo er mit Petr Nouza antrat (zuletzt im Mai 2019).

## Erfolge
| Legende (Anzahl der Siege)                       |
| Grand Slam                                       |
| Tennis Masters Cup ATP World Tour Finals         |
| ATP Masters Series ATP World Tour Masters 1000   |
| ATP International Series Gold ATP World Tour 500 |
| ATP International Series ATP World Tour 250 (5)  |
| ATP Challenger Tour (22)                         |

| Titel nach Belag |
| Hartplatz (1)    |
| Sand (4)         |
| Rasen (0)        |

### Einzel

#### Turniersiege

##### ATP Challenger Tour
| Nr. | Datum        | Turnier    | Belag | Finalgegner     | Ergebnis |
| --- | ------------ | ---------- | ----- | --------------- | -------- |
| 1.  | 12. Mai 1996 | Bratislava | Sand  | Gustavo Kuerten | 6:2, 6:4 |

### Doppel

#### Turniersiege

##### ATP World Tour
| Nr. | Datum          | Turnier    | Belag     | Partner               | Finalgegner                          | Ergebnis          |
| --- | -------------- | ---------- | --------- | --------------------- | ------------------------------------ | ----------------- |
| 1.  | 12. Juli 2004  | Amersfoort | Sand      | Jaroslav Levinský     | José Acasuso Luis Horna              | 6:0, 2:6, 7:5     |
| 2.  | 10. April 2006 | Valencia   | Sand      | Tomáš Zíb             | Lukáš Dlouhý Pavel Vízner            | 6:4, 6:3          |
| 3.  | 24. Juli 2006  | Umag       | Sand      | Jaroslav Levinský     | Guillermo García López Albert Portas | 6:4, 6:4          |
| 4.  | 23. April 2007 | Casablanca | Sand      | Jordan Kerr           | Łukasz Kubot Oliver Marach           | 7:64, 1:6, [10:4] |
| 5.  | 5. Januar 2008 | Doha       | Hartplatz | Philipp Kohlschreiber | Jeff Coetzee Wesley Moodie           | 6:4, 4:6, [11:9]  |

##### ATP Challenger Tour
| Nr. | Datum              | Turnier             | Belag         | Partner           | Finalgegner                          | Ergebnis          |
| --- | ------------------ | ------------------- | ------------- | ----------------- | ------------------------------------ | ----------------- |
| 1.  | 13. Juli 1996      | Ostende             | Sand          | Lucas Arnold Ker  | Wim Neefs Yuri Soberon               | 7:6, 6:1          |
| 2.  | 19. Juli 1997      | Contrexéville       | Sand          | Petr Luxa         | Brent Haygarth Greg Van Emburgh      | 6:4, 6:2          |
| 3.  | 9. September 2000  | Aschaffenburg       | Sand          | Petr Luxa         | Marcus Hilpert Vaughan Snyman        | 6:2, 6:3          |
| 4.  | 7. Juli 2001       | Ulm (1)             | Sand          | František Čermák  | Brandon Coupe Tim Crichton           | 6:2, 6:4          |
| 5.  | 4. August 2001     | San Marino (1)      | Sand          | František Čermák  | Devin Bowen Aleksandar Kitinov       | 7:5, 6:4          |
| 6.  | 6. Juli 2002       | Ulm (2)             | Sand          | Leoš Friedl       | Tim Crichton Todd Perry              | 6:3, 4:6, 7:5     |
| 7.  | 3. August 2002     | San Marino (2)      | Sand          | Leoš Friedl       | Massimo Bertolini Cristian Brandi    | 6:2, 6:4          |
| 8.  | 8. Februar 2003    | Breslau             | Hartplatz (i) | Petr Luxa         | Petr Pála Pavel Vízner               | 6:4, 6:4          |
| 9.  | 22. Februar 2003   | Andrézieux-Bouthéon | Hartplatz (i) | Lovro Zovko       | Stephen Huss Jeff Tarango            | 7:64, 0:6, 6:3    |
| 10. | 7. Juni 2003       | Prostějov (1)       | Sand          | Jaroslav Levinský | Rubén Ramírez Hidalgo Sergio Roitman | 6:2, 6:2          |
| 11. | 22. August 2004    | Genf                | Sand          | Tomáš Cibulec     | Werner Eschauer Herbert Wiltschnig   | 6:2, 6:4          |
| 12. | 4. Juni 2005       | Prostějov (2)       | Sand          | Lukáš Dlouhý      | Jan Hájek Jan Mašík                  | 5:7, 6:3, 7:65    |
| 13. | 16. Juli 2005      | Rimini              | Sand          | Martin Štěpánek   | Christopher Kas Philipp Petzschner   | 6:3, 6:71, 6:1    |
| 14. | 13. August 2005    | San Marino (3)      | Sand          | Lukáš Dlouhý      | Jeff Coetzee Chris Haggard           | 3:6, 6:4, 6:3     |
| 15. | 19. November 2005  | Dnipro              | Hartplatz (i) | Lukáš Dlouhý      | Tomáš Cibulec Lovro Zovko            | 7:5, 6:4          |
| 16. | 13. Mai 2006       | Prag                | Sand          | Petr Pála         | Ramón Delgado Sergio Roitman         | 6:0, 6:0          |
| 17. | 27. September 2008 | Trnava              | Sand          | Igor Zelenay      | Daniel Köllerer Michal Mertiňák      | 6:3, 6:1          |
| 18. | 26. April 2009     | Sofia               | Sand          | Dominik Hrbatý    | James Auckland Peter Luczak          | 6:2, 6:4          |
| 19. | 4. September 2010  | Como                | Sand          | Frank Moser       | Martin Emmrich Mateusz Kowalczyk     | 5:7, 7:62, [10:5] |
| 20. | 18. September 2010 | Banja Luka          | Sand          | Jamie Cerretani   | Adil Shamasdin Lovro Zovko           | 6:1, 6:4          |
| 21. | 30. Juni 2012      | Marburg             | Sand          | Mateusz Kowalczyk | Denis Mazukewitsch Mischa Zverev     | 6:2, 6:1          |

#### Finalteilnahmen
| Nr. | Datum          | Turnier      | Belag | Partner           | Finalgegner                   | Ergebnis          |
| --- | -------------- | ------------ | ----- | ----------------- | ----------------------------- | ----------------- |
| 1.  | 28. April 1997 | ATP Prag     | Sand  | Petr Luxa         | Mahesh Bhupathi Leander Paes  | 1:6, 1:6          |
| 2.  | 19. Juli 2004  | ATP Umag     | Sand  | Jaroslav Levinský | José Acasuso Flávio Saretta   | 6:4, 2:6, 4:6     |
| 3.  | 25. Juli 2005  | Umag         | Sand  | Michal Mertiňák   | Jiří Novák Petr Pála          | 3:6, 3:6          |
| 4.  | 20. Mai 2007   | Pörtschach   | Sand  | Leoš Friedl       | Simon Aspelin Julian Knowle   | 6:76, 7:5, [5:10] |
| 5.  | 23. Juli 2007  | Umag         | Sand  | Jaroslav Levinský | Lukáš Dlouhý Michal Mertiňák  | 1:6, 1:6          |
| 6.  | 13. Juni 2010  | Queen’s Club | Rasen | Karol Beck        | Novak Đoković Jonathan Erlich | 7:66, 2:6, [10:3] |